# Élisabeth Depardieu
Élisabeth Depardieu, född 5 augusti 1941 i Paris, är en fransk skådespelare.
Hon var tidigare gift med skådespelaren Gérard Depardieu. Tillsammans har paret två barn: Guillaume Depardieu och Julie Depardieu. Paret skilde sig 1996.